# Lillie Nordmann
Lillie Nordmann (5 de agosto de 2002) es una deportista estadounidense que compite en natación. Ganó dos medallas de oro en el Campeonato Mundial Junior de Natación de 2019, en las pruebas de 200 m mariposa y 4 × 200 m libre.